# LAWMAN
Tegneserien LAWMAN er bygget op over satiriske striber skrevet af Erwin Neutzsky-Wulff og tegnet af Jørgen Bitsch (2002-2003, 2006 og 2008).
LAWMAN benytter sig af grafiske og fortællemæssige udtryksmidler i 1940'ernes amerikanske superhelteserier under nutidige politiske forhold. Oprindeligt er striberne i sort-hvid, mens striber i albummet LAWMAN er farvelagt.
Figuren LAWMAN er en højreorienteret selvbestaltet ordenshåndhæver, mens venstreorienterede samfundsfjender udgør skurkene.